# Bathyaulax mimeticus
Bathyaulax mimeticus är en stekelart som först beskrevs av Cameron 1906.  Bathyaulax mimeticus ingår i släktet Bathyaulax och familjen bracksteklar. Inga underarter finns listade.